# 도찰원
도찰원(都察院)은 한국과 중국에서 과거 사용했던 관직이다. 중국에서는 명나라와 청나라 때 정무감찰 기관이었으며, 한국에서는 갑오개혁 때 관리의 규찰하고, 상벌을 공정히 행하기 위해서 설치한 의정부 산하의 관서이다.